# Охаба (Долж)
Охаба (рум. Ohaba) — село у повіті Долж в Румунії. Входить до складу комуни Мелінешть.
Село розташоване на відстані 193 км на захід від Бухареста, 32 км на північ від Крайови.

## Населення
За даними перепису населення 2002 року у селі проживали 399 осіб, з них 398 осіб (99,7%) румунів. Усі жителі села рідною мовою назвали румунську.